# Oskar de Kiefte
Oskar de Kiefte (Renkum, 1962) is een Nederlands beeldend kunstenaar.
Hij rondde twee MTS-opleidingen af, waarna hij enkele jaren werkte als auto-restaurateur. Daarna volgde hij de Hogeschool voor de Kunsten Utrecht.
Functie vindt De Kiefte van veel groter belang dan vormgeving. Zo ontwierp hij al een sociale auto, die als hij geparkeerd is geen ruimte verspilt omdat hij dan dienst kan doen als bank. Ook de fiets heeft ruime belangstelling bij De Kiefte. Omdat de sloten om de fiets te beschermen tegen diefstal veelal meer waard zijn dan de fiets zelf, ontwierp hij een fiets waarbij het frame zelf het slot is.
De Kieftes bekendste ontwerp is allicht de ‘omgedraaide Porsche’: omdat de achterkant aerodynamischer is dan de voorkant, monteerde hij de buitencarrosserie van een Porsche 924 Silver Aero achterstevoren op het chassis, waarmee hij de luchtweerstand bij het rijden met 10% reduceerde.
Met Het Universele Product maakt De Kiefte van de hele wereld één vorm door de afmetingen van het universele product te wijzigen. Omdat hij vergaand durft te spelen met de dimensies is welhaast ieder product om te vormen van bijvoorbeeld koelkast tot bestelwagen, kunsttand of dispenser voor papieren handdoekjes. 